# Куёган
Куёган — река в Томской области России. Правый приток реки Ельцовка. Длина реки составляет 10 км.
Исток берёт из одноимённого болотного озера на высоте 48,2 м над уровнем моря. Впадает в Ельцовку ниже 44 метров над уровнем моря, в 2 км от устья.

## Данные водного реестра
По данным государственного водного реестра России относится к Верхнеобскому бассейновому округу, водохозяйственный участок реки — Обь от впадения реки Васюган до впадения реки Вах, речной подбассейн реки — Васюган. Речной бассейн реки — (Верхняя) Обь до впадения Иртыша.